# Сельское поселение Ново-Ивановское
Се́льское поселе́ние Но́во-Ива́новское — муниципальное образование в составе Майского района Кабардино-Балкарской Республики.
Административный центр — село Ново-Ивановское.

## География
Муниципальное образование расположено в северо-западной части Майского района, в междуречье рек Баксана и Урвани. В его состав входят 6 населённых пунктов.
Площадь территории сельского поселения составляет — 68.3 км2.
Земли муниципального образования граничат с территориями сельских поселений: Октябрьское на северо-востоке, Майский на востоке, Псыкод на юго-востоке, Чёрная Речка на западе, Алтуд на северо-западе и Ново-Полтавское на севере.
Муниципальное образование расположено на наклонной Кабардинской равнине, в равниной зоне республики. Рельеф местности в основном представляет собой относительно ровные участки, без резких колебаний высот. Средние высоты на территории сельского поселения составляют 205 метров над уровнем моря.
Гидрографическая сеть представлена реками Баксан с правым притоком Чёрная Речка, и Урвань с правым притоком Белая Речка. Местность богата подземными и родниковыми источниками. На территории сельского поселения также расположено множество искусственных водоёмов, большинство из которых ныне запущены.
Климат на территории сельского поселения влажный умеренный. Лето жаркое и полузасушливое. Средняя температура воздуха в июле достигает +23°С. В августе абсолютные показатели часто превышают отметку в +35°С. Зима мягкая и длится около трех месяцев. Морозы непродолжительные, минимальные температуры редко снижаются ниже −15°С. Средняя температура января составляет -2,5°С. Среднегодовое количество осадков составляет около 620 мм.

## История
В 1992 году Ново-Ивановский сельсовет был переименован в Ново-Ивановскую сельскую администрацию.
В 2006 году Ново-Ивановская сельская администрация была переименована в сельское поселение Ново-Ивановское.
Современные границы сельского поселения установлены решением Исполнительного Комитета Майского районного Совета народных депутатов КБАССР от 13.09.1991 года № 269 и Законом Кабардино-Балкарской Республики «О статусе и границах муниципальных образований в Кабардино-Балкарской Республике от 17 февраля 2005 года № 409-ПП.

## Население
| 2002  | 2010  | 2012  | 2013  | 2014  | 2015  | 2016  |
| ----- | ----- | ----- | ----- | ----- | ----- | ----- |
| 3333  | ↘3052 | ↘3015 | ↗3036 | ↗3042 | ↗3072 | ↗3111 |
| 2017  | 2018  | 2019  | 2020  | 2021  | 2023  | 2024  |
| ↗3140 | ↗3167 | ↘3138 | ↘3094 | ↘3033 | ↘2989 | ↘2988 |
| 2025  |       |       |       |       |       |       |
| ↘2969 |       |       |       |       |       |       |

Процент от населения района — 7.9 %.
Плотность — 43.47 чел./км2.

### Национальный состав
По данным Всероссийской переписи населения 2010 года:
| Народ      | Численность, чел. | Доля от всего населения, % |
| ---------- | ----------------- | -------------------------- |
| русские    | 2 491             | 81,6 %                     |
| балкарцы   | 242               | 7,9 %                      |
| турки      | 103               | 3,4 %                      |
| цыгане     | 53                | 1,7 %                      |
| украинцы   | 48                | 1,6 %                      |
| кабардинцы | 47                | 1,5 %                      |
| другие     | 68                | 2,2 %                      |
| всего      | 3 052             | 100 %                      |

По данным Всероссийской переписи населения 2021 года:
| Народ               | Численность, чел. | Доля от всего населения, % |
| ------------------- | ----------------- | -------------------------- |
| русские             | 2 180             | 71,88 %                    |
| балкарцы            | 322               | 10,62 %                    |
| турки               | 287               | 9,46 %                     |
| кабардинцы          | 86                | 2,84 %                     |
| цыгане              | 42                | 1,38 %                     |
| другие / не указано | 116               | 3,82 %                     |
| всего               | 3 033             | 100,0 %                    |

## Состав поселения
| № | Населённый пункт | Тип населённого пункта       | Население | Доля от населения (%) |
| - | ---------------- | ---------------------------- | --------- | --------------------- |
| 1 | Баксанский       | хутор                        | ↘27       | 1,2 %                 |
| 2 | Колдрасинский    | хутор                        | ↘203      | 7,2 %                 |
| 3 | Ново-Ивановское  | село, административный центр | ↘2236     | 75,6 %                |
| 4 | Ново-Курский     | хутор                        | ↗351      | 10,2 %                |
| 5 | Право-Урванский  | хутор                        | ↗165      | 3,8 %                 |
| 6 | Славянский       | хутор                        | ↘51       | 2,0 %                 |

## Местное самоуправление
Администрация Сельского поселения Ново-Ивановское — село Ново-Ивановское, ул. Ленина, №160.
Структуру органов местного самоуправления сельского поселения составляют:
- Глава сельского поселения — Клюс Виктор Григорьевич.
- Администрация сельского поселения Ново-Ивановское — состоит из 4 человек.
- Совет местного самоуправления сельского поселения Ново-Ивановское — состоит из 13 депутатов.

## Экономика
На территории сельского поселения расположено сельскохозяйственное предприятие СХПК «Ленинцы», которое является основным бюджетообразующим предприятием.